# Aminoglucósido
Los aminoglucósidos o aminósidos son un grupo de antibióticos bactericidas que detienen el crecimiento bacteriano actuando sobre sus ribosomas y provocando la producción de proteínas anómalas. Actúan a nivel de ribosomas en la subunidad 30S bacteriana, y por ende, a nivel de síntesis de proteínas, creando porosidades en la membrana externa de la pared celular bacteriana. Tienen actividad especialmente en contra de bacterias Gram negativas y aeróbicas y actúan sinergísticamente en contra de organismos Gram positivos.
La gentamicina es la más usada de los aminoglucósidos, sin embargo, la amikacina tiende a ser especialmente efectiva en contra de organismos resistentes. También, pero solo para uso local la neomicina y la framicetina. Son, junto con los antibióticos betalactámicos, uno de los pilares básicos de la moderna quimioterapia.

## Química
Los miembros más conocidos de esta familia de antibióticos contienen, además de uno o varios aminoazúcares, un aminociclitol (alcohol cíclico con grupos aminos) unidos por un enlace glucosídico, por lo que realmente son aminoglucósidos-aminociclitoles. De ellos destacan:
- Estreptomicina
- Neomicina
- Gentamicina
- Tobramicina
- Amikacina

- Netilmicina
- Paromomicina
- Kanamicina
- Framicetina
- Dibekacina
- Sisomicina
- Isepamicina
- Plazomicina

Otros componentes de esta familia (espectinomicina y trospectomicina) son exclusivamente aminociclitoles porque no tienen amino azúcares.

## Propiedades generales
- Tienen carácter básico.
- Tienen efecto bactericida.
- Necesidad de la presencia de oxígeno en el medio para entrar en la célula.
- Farmacocinética: no se absorben intestinalmente, por lo que se administran por vía parenteral. Se eliminan por filtración glomerular.
- Riesgo de nefrotoxicidad (gentamicina) y ototoxicidad (estreptomicina, amikacina).
- No tienen indicación como monoterapia.

## Mecanismo de acción
Inhiben la síntesis proteica actuando sobre la unidad 30S de los ribosomas.
A pesar de actuar sobre la síntesis proteica, por lo que se tendería a clasificar como bacteriostáticos, su efecto es bactericida debido a que, además de actuar sobre la subunidad menor del ribosoma, actúan también aumentando la expresión genética del transportador opp, lo cual genera un mayor gasto de ATP; esto es lo que le da su cualidad bactericida .

## Resistencia
La resistencia bacteriana a los aminoglucósidos no es muy frecuente, y cuando ocurre, es debido a:
- Producción de enzimas inactivantes, en plásmidos. 13 enzimas. Ej.: fosfotransferasas, acetilasas y adenilasas.
- Disminución de la entrada del antibiótico.
- Alteración de las proteínas ribosómicas diana.

## Síntesis
Streptomyces es el género más extenso de actinobacterias, un grupo de bacterias gram positivas de contenido GC generalmente alto.
- Estreptomicina se aísla de Streptomyces griseus.
- Neomicina se obtiene de la especie Streptomyces fradiae.
- Kanamicina se aísla de la actinobacteria Streptomyces kanamyceticus.[2]

## Espectro antibacteriano
- Bacterias aerobias, Gram-negativas y algunas Gram-positivas.
- Sinergismo con penicilinas. Ej.: Ampicilina + Gentamicina.
- Estreptomicina, frente a Mycobacterium tuberculosis.
- Neomicina es activo in vitro contra Escherichia coli, Klebsiella, y contra flora anaeróbica intestinal.
- Los gérmenes sensibles a la kanamicina son Staphylococcus aureus, Proteus, Escherichia coli, Shigella, Mycobacterium tuberculosis, y otros.[3]

## Indicaciones
Advertencia: Wikipedia no es un consultorio médico.
Los aminoglucósidos se indican en el tratamiento de infecciones severas del abdomen y las vías urinarias, así como en casos de bacteriemia y endocarditis en los casos que se sospeche infección por enterococo.
- Sepsis de origen desconocido, urinario (gentamicina), biliar, o intestinal (kanamicina).
- Fiebre en pacientes neutropénicos (Pseudomonas).
- Infecciones por Pseudomonas aeruginosa (tobramicina).
- Infecciones severas donde ya han fracasado otros antibióticos (amikacina).

## Efectos adversos
Oto y nefrotóxicos en uso sistémico. El evitar el uso prolongado, la depleción de volumen corporal y la administración concomitante de otros agentes potencialmente tóxicos, disminuyen el riesgo de toxicidad.
- Nefrotoxicidad: elevación reversible de la creatinina y la urea. Es conveniente controlar la dosis del medicamento. El más nefrotóxico es gentamicina.
- Ototoxicidad: alteran neuronas sensitivas de las ramas coclear o vestibular del VIII nervio craneal. Generalmente irreversible porque se produce una muerte neuronal. El más ototóxico es estreptomicina.

Debido a su frecuente toxicidad, el uso de kanamicina se ha limitado últimamente al uso oral y tópico.